# Kunden und andere Katastrophen
Kunden und andere Katastrophen ist eine Fernsehserie, die im Jahre 2003 produziert und ausgestrahlt wurde. Die Serie schildert Geschehnisse hinter den Kulissen eines Hamburger Kaufhauses.

## Handlung
In dem noblen Kaufhaus Hamburger Hof arbeiten die Stiefschwestern Lisa Fischer und Hannah Franke. Lisa ist als Verkäuferin für Damenoberbekleidung, Hannah als Assistentin des Geschäftsführers Udo Mannheimer tätig. Beruflich schafft Lisa bald einen Sprung nach vorn und wird Leiterin der Damenoberbekleidung. Privat läuft es jedoch nicht gut, denn sie entdeckt, dass ihr Mann Karsten sie betrügt. Auch Charlotte Franke, Lisas Mutter und Hannahs Stiefmutter, ist im Hamburger Hof beschäftigt. Sie ist Leiterin der Änderungsschneiderei. Ihr Enkel Jojo verbringt häufig die Nachmittage bei ihr und stört sie bei der Arbeit. Udo Mannheimer, Sohn der Gründerfamilie, hat erst kürzlich die Geschäftsführung und die Leitung der 400 Mitarbeiter übernommen. Er schlägt sich mit der Boulevardpresse herum, versucht, seine dominante Mutter in Schach zu halten und muss einen Machtkampf mit der Konzernleitung ausfechten.

## Schauspieler und Rollen
| Schauspieler        | Rolle              |
| ------------------- | ------------------ |
| Erna Aretz          | Angela Jakusch     |
| Stefan Blome        | Lasse Kronkamp     |
| Oliver Böttcher     | Stefan Sorg        |
| Natascha Bub        | Lisa Fischer       |
| Emilio Castoldi     | Dietmar Schneider  |
| Gernot Endemann     | Pifferling         |
| Jaime Krsto Ferkic  | Jojo Fischer       |
| Barbara Focke       | Charlotte Franke   |
| Peter Franke        | Werner Burkhardt   |
| Paul T. Grasshoff   | Oliver             |
| Oliver Grober       | Alex Warnke        |
| Christiane Hagemann | Nicole Stöver      |
| Daniela Hoffmann    | Paula Hopf         |
| Peer Jäger          | Hannes von Oertzen |

| Schauspieler       | Rolle              |
| ------------------ | ------------------ |
| Brigitte Janner    | Vera Schuster      |
| Maria Longo        | Ronda Rios         |
| Kaya Marie Möller  | Susi Richter       |
| Gerhard Olschewski | Frank Zeitler      |
| Annika Peimann     | Sina Baum          |
| Oliver Petszokat   | Mirko Neuhaus      |
| Karin Rasenack     | Ada Mannheimer     |
| Uwe Rathsam        | Udo Mannheimer     |
| Dorothée Reinoss   | Winnie             |
| Sophie Schütt      | Hannah Franke      |
| Mona Seefried      | Heike Sleis        |
| Heinz Simon Keller | Karsten Fischer    |
| Matthias Zahlbaum  | Andreas von Thiede |
| Klaus Zmorek       | Johannes Adler     |

## Episoden
| Folge | Titel                    | Ausstrahlung     |
| ----- | ------------------------ | ---------------- |
| 1     | Heut ist nicht mein Tag  | 30. Januar 2003  |
| 2     | Turbulenzen              | 6. Februar 2003  |
| 3     | Ein Hauch von Karriere   | 13. Februar 2003 |
| 4     | Verschlungene Wege       | 27. Februar 2003 |
| 5     | Heuern und Feuern        | 6. März 2003     |
| 6     | Riss in der Freundschaft | 13. März 2003    |
| 7     | Der Mann von gegenüber   | 27. März 2003    |
| 8     | Hannahs Entscheidung     | 3. April 2003    |
| 9     | Nächtliche Romanzen      | 24. April 2003   |
| 10    | Personalroulette         | 25. April 2003   |